# Cha-U-Kao

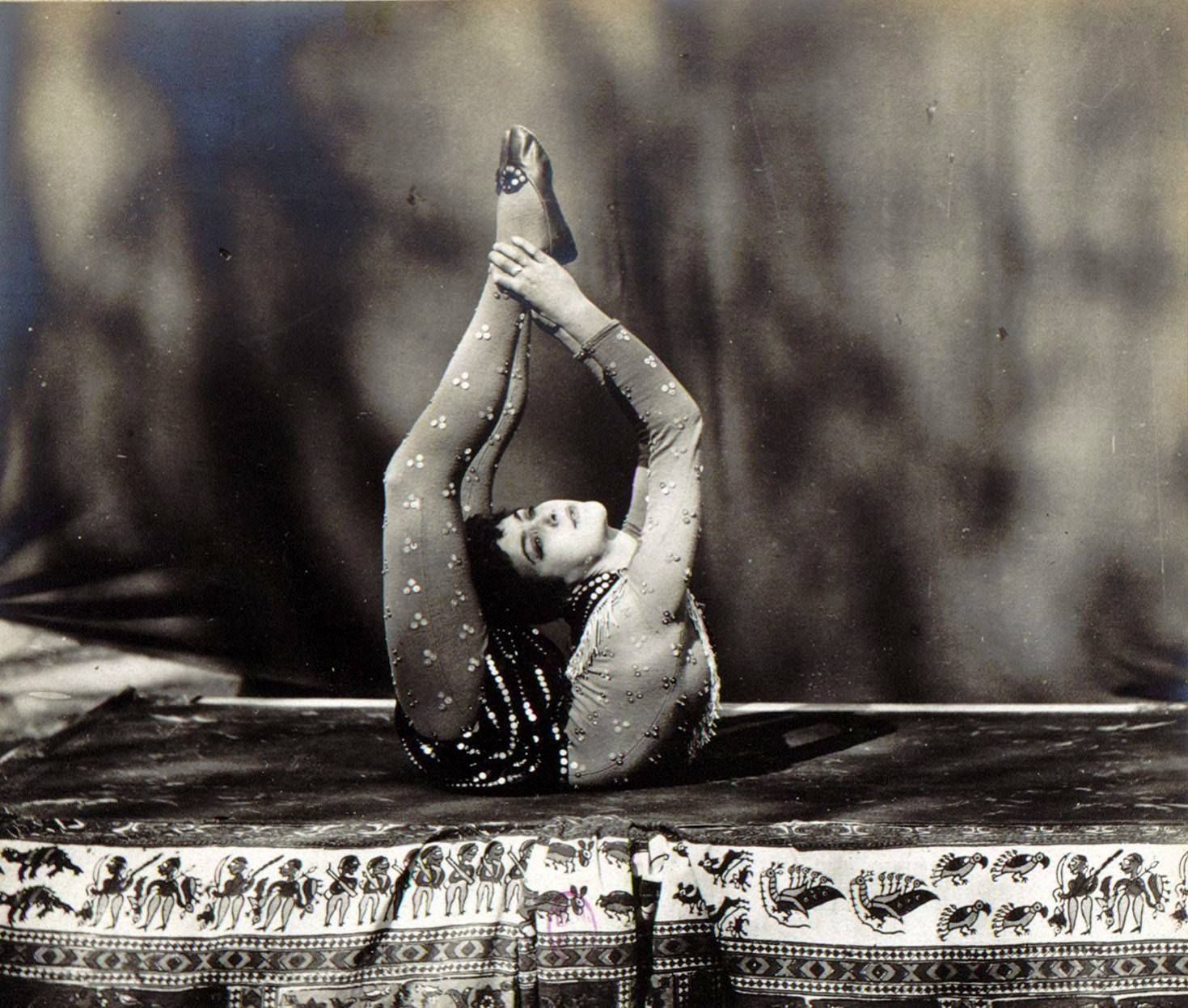
Foto van Cha-U-Kao door Maurice Guibert (1890)

Cha-U-Kao was een Franse cabaret- en circusartieste en model in het Parijs van de Belle époque. Haar persoonsgegevens bij de burgerlijke stand zijn niet bekend. In de jaren 1890 trad ze op in de Moulin Rouge en het Nouveau Cirque. Haar artiestennaam was een Japans klinkende samenstelling van chahut (een acrobatische dans gebaseerd op de can-can) en chaos (voor de herrie die uitbrak als ze opkwam). Ze was openlijk lesbisch en koos voor het "mannenberoep" clown, wat kunstenaars niet onberoerd liet. De fotograaf Maurice Guibert maakte in 1890 verschillende portretten van haar toen ze nog acrobate was. Henri de Toulouse-Lautrec, die een zekere fascinatie had voor fysieke neergang, beeldde haar vijf jaar later af in een reeks schilderijen en litho's, waaronder intieme scènes die Cha-U-Kao toonde met haar geliefden. Zoals La Goulue was ze een favoriet model van de schilder. 

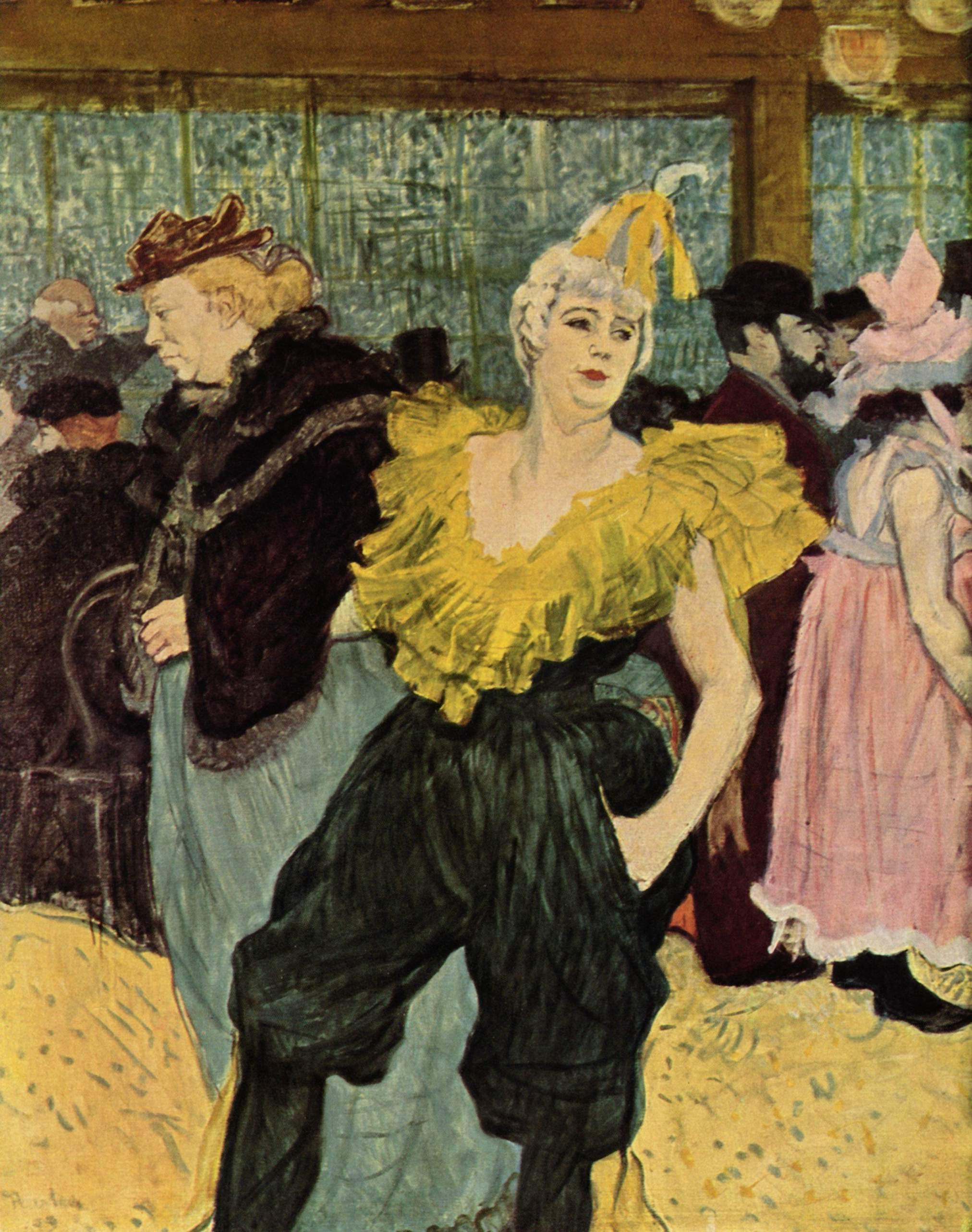
De clownesse Cha-U-Ka-O in de Moulin Rouge (Sammlung Oskar Reinhart, 1895)
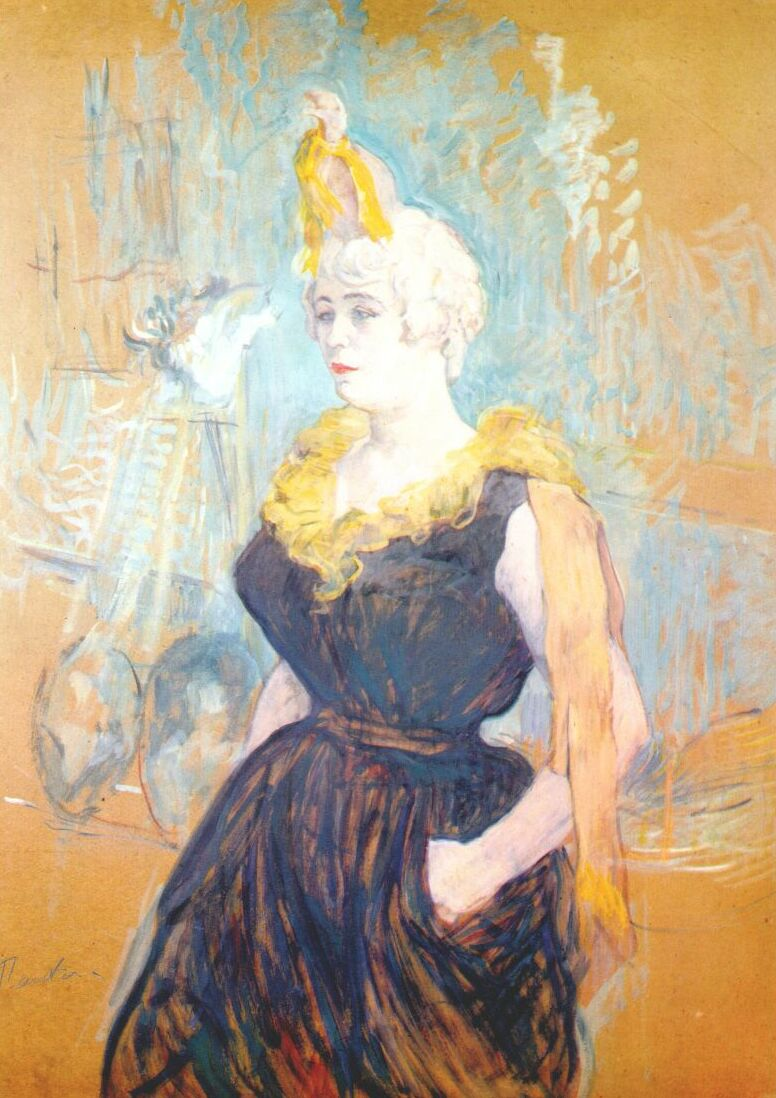
De clownes Cha-U-Ka-O in de Moulin Rouge (Kunst Museum Winterthur, 1895)
De zittende clownes, juffrouw Cha-u-Ka-o (litho, 1896)
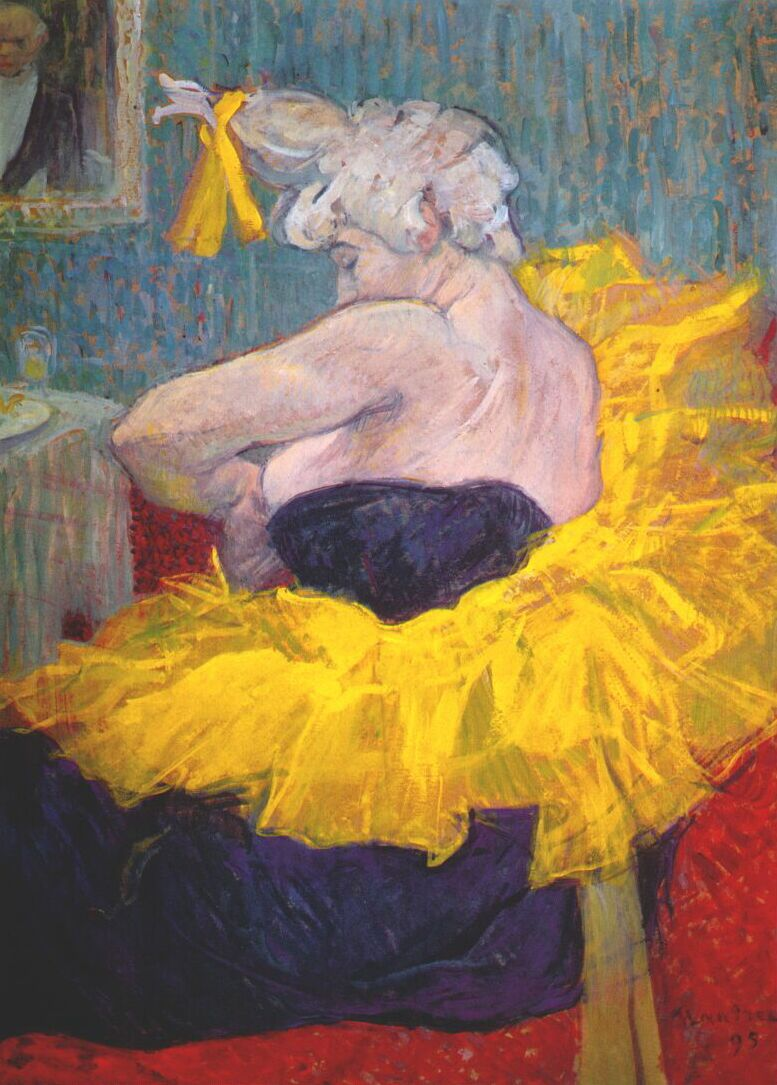
De clownes Cha-U-Kao (Musée d'Orsay, 1895)